# Cinisara
La cinisara est une race bovine italienne.

## Origine
Elle appartient au rameau podolique ou grise des steppes. Elle serait une variante locale de la modicana. Elle est élevée dans les environs de la commune de Cinisi dont elle porte le nom. Dans les années 60, elle a fait l'objet de croisements améliorateurs avec la holstein italienne en vue d'améliorer son rendement laitier. En 1985, elle se voit ouvrir un livre généalogique avec la création du registre des populations bovines autochtones et groupes ethniques à diffusion limitée. C'est une race à effectif restreint avec 1693 vaches et 133 taureaux recensés en 2002.

## Morphologie
Elle porte une robe noire, mais les taches claires ou rouges sont acceptées. Elle porte les cornes en lyre haute. 
C'est une race de taille moyenne et légère: la vache mesure 135 cm pour 400 kg et le taureau 140 cm pour 750 kg. Elle a la morphologie aux cuisses anguleuse des races laitières.

## Aptitudes
C'est une race classée laitière. Elle donne un lait très riche en protéines et matière grasse, utilisé pour l'élaboration de fromages locaux. C'est une race rustique:
- bien adaptée aux pâturages pauvres, elle marche longtemps pour tirer le maximum de sa maigre pitance.
- elle est adaptée au plein air et supporte bien chaud et froid, même en brusque variation.